# 北极花科
北极花科共有5属约36种，分布在东亚和北美的温带地区，中国有4属约15种，主要分布在北方和西南山区。
本科植物为灌木或木质藤本，单叶对生，脱落或宿存，无托叶；花小，花瓣5；果实为蒴果。
1981年的克朗奎斯特分类法将这些属列入忍冬科，1998年根据基因亲缘关系分类的APG 分类法单独分为一个科，列入川续断目，2003年经过修订的APG II 分类法虽然仍然列为一科，但认为可以选择性地和忍冬科合并。